# ヴラジーミル・ジダーノフ
ヴラジーミル・ニコラエヴィチ・ジダーノフ（Владимир Никола́евич Жданов）は、ロシア語教育の専門家、札幌大学教授。名の日本語表記には揺れがあり、所属機関などの公的文書では「ヴラジーミル」が用いられているが、本人が発表する学術文献などでは「ヴラヂーミル」とすることがある。

## 経歴
祖父も父も教員という家系に生まれる。ウラジカフカスの大学でロシア語教授法を学び、モスクワ大学の世界文学学科に進んで文学修士を取得した。その後、モスクワ大学の教員となる。外国人にロシア語を教える教師として、各地で経験を積む。
モスクワ大学の教員であったとき、1985年から2年間来日し札幌大学客員教授となった後、1993年に再来日し、札幌大学教授となった。コンゴ民主共和国やタジキスタン、ドイツでも、ロシア語を教授した経験をもつ。